# Abisara caeca
Abisara caeca är en fjärilsart som beskrevs av Hans Rebel 1914. Abisara caeca ingår i släktet Abisara och familjen Riodinidae. Inga underarter finns listade i Catalogue of Life.